# Nintendo Switch
A Nintendo Switch a hetedik Nintendo által fejlesztett videójáték-konzol. Fejlesztése során az NX kódnéven volt ismert, a konzolt 2016 októberében jelentették be és 2017. március 3-án jelent meg világszerte. A Nintendo a Switchet „hibrid” konzolnak tekinti: elsősorban otthoni konzolnak tartja számon, mivel a fő egységet egy dokkolóállomásba lehet illeszteni, hogy azt a televíziókra lehessen csatlakoztatni. Az egységet a dokkolóból kivéve az LCD érintőképernyőjén keresztül táblagép-szerűen is lehet használni, illetve önálló asztali módba is lehet rakni, hogy azon több játékos tudjon egyszerre játszani.
A Nintendo Switch vezetéknélküli Joy-Con kontrollereket alkalmaz, melyeken a vezérléshez gombok és analóg karok, mozgásérzékelés, illetve nagyfelbontású rezgés található. A Joy-Conok a konzol mindkét oldalára felilleszthetőek a kézikonzol-szerű játék támogatásához, de egy markolatba illesztve őket hagyományos otthoni konzolos gamepad formát is felvehetnek, illetve a Wii Remote és Nunchuk mintájára különállóan is használhatóak.
A Nintendo Switch szoftvere szabványos internetkapcsolaton keresztül támogatja az interneten keresztüli játékot, illetve további Switch-konzolokkal a helyi vezeték nélküli ad hoc kapcsolatot. A Nintendo Switch-játékok és szoftverek fizikai flash-alapú ROM-kártyákon és a Nintendo eShopon keresztüli digitális letöltés formájában is elérhetőek; a rendszer nem régiózáras. A Nintendo Switch riválisai a konzolos játékpiacon a Sony PlayStation 4 Pro és a Microsoft Xbox One S/X konzoljai.
A Switch koncepciója a Nintendo előző konzoljának, a Wii U-nak a gyenge eladásainak és a mobiltelefonos játékpiacnak tulajdonított 2014-es évbe belenyúló több negyedéves pénzügyi veszteségeinek hatására alakult ki. A Nintendo akkori elnöke, Ivata Szatoru a céget a mobiltelefonos játékok és az egyedi hardverek irányába terelte. A Nintendo Switch kialakítása a konzol többféle módon való használatával a videójátékosok széles körét célozza meg. A Nintendo úgy döntött, hogy több szabványos elektronikus alkatrészből, így például az Nvidia Tegra egylapkás rendszer-termékvonalával építi fel a konzolt, hogy ezzel megkönnyítse a programozók számára a konzolra való fejlesztést, valamint, hogy a konzol kompatibilisebb legyen a már megjelent játékmotorokkal. Mivel a Wii U nem tudott jelentős külsős szoftvertámogatást elérni, ezért a Nintendo megelőző jellegűen számos külsős videójáték-fejlesztő és kiadó céget, köztük számos független játékfejlesztőt,  megkeresett, hogy a Nintendo saját játékai mellett segítsék felépíteni a Switch játéktárát. A konzol megjelenése előtt a Nintendo bejelentette, hogy 70 fejlesztő több mint 100 játéka van készülőben a Switchre.
A konzolból 2,74 millió példányt szállítottak le a megjelenésének hónapjában, ezzel meghaladva a Nintendo kezdeti 2 milliós előrejelzését, és azóta több mint 116,6 millió(2022 12. 06-ig) példányt adtak el belőle világszerte. A Switch lett a Nintendo történelmének leggyorsabban fogyó konzolja, illetve Japánban és az Amerikai Egyesült Államokban is minden idők leggyorsabban fogyó konzolja. A Nintendo Switch eladásai nagyban a kritikailag elismert The Legend of Zelda: Breath of the Wildhoz köthető, mely világszerte a konzol nyitányával egy időben jelent meg, és több mint 14 millió eladott példányával a konzol egyik legkelendőbb játéka lett.
A Nintendo 2021. július 6-án „Nintendo Switch (OLED modell)” néven bejelentett egy új Switch-modellt, mely voltaképpen az alapmodell ráncfelvarrása. Az LCD kijelző helyére nagyobb, 7 hüvelykes OLED panel került, valamint vezetékes LAN-port is kerül az új konzol dokkolójába. A gép méretei azonosak maradtak az eredeti Switch-éhez. A konzol 2021. október 8-án jelent meg világszerte.

## Konzol részei
Az egész konzolt 3 részre lehet bontani: Switch konzol, Switch dokkoló, és a Joy-Con kontrollerek.

### Konzol
A konzol egy tablethez hasonlít, amelyhez lehet a Joy-Con kontrollereket csatlakoztatni. A 720p-s LCD kijelző 10 pontos érintés és mozgás érzékelésére képes. A konzolon található egy 3.5 mm-s audio port, és egy USB-C port kifejezetten töltésre szánva. Emellett található egy játékkártyák beolvasására szolgáló nyílás.

### Dokkoló
A dokkolóval lehetséges a TV-hez kötve játszani és feltölteni a konzolt. Dokkolt állapotban a konzol 1080p-s felbontásra is képes.
Az oled-es verzióhoz már egy továbbfejlesztett dokkoló jár, melynek már van dedikált LAN portja, így a stabil internetkapcsolatot igénylő játékoknál már nem lesz probléma a szakadozó internetkapcsolattal.

### Kontroller
Egy konzolhoz két darab Joy-Con kontroller jár. A kontrollereket Joy-Con Grip-pel egyesíteni is lehet, vagy a konzolhoz csatlakoztatni. Egy Switch konzol akár 8 kontrollert is képes támogatni. A Joy-Con képes mozgásérzékelésre, és a jobb kontroller NFC-re is képes. A kontroller infravörös szenzorral is rendelkezik, amivel a konzol kiszámítja, hogy a játékos milyen távol tartózkodik a konzoltól. A Joy-Con külön akkumulátorral rendelkezik, ami a konzollal együtt töltődik.

### Kijelző
Míg az eredeti (2021 előtt gyártott) készülékek LCD kijelzővel érkeztek, addig az új Oled modell már megkapta a kontrasztosabb, ezáltal jobb színélményt ígérő oled panelt.

## Hardver
- Egyedi Nvidia Tegra chip
- 4310mAh Lítiumion-akkumulátor
- 4GB LPDDR4 beépített memória
- 32 GB flash tárhely (akár 2 TB-ig bővíthető MicroSD kártyákkal)

## Kereskedelmi konfigurációk
Megjelenésekor a Switchet  29 980 jenes (Japán), 299,99 dolláros (Amerikai Egyesült Államok), 279,99 font sterlinges (Egyesült Királyság), 469,95 dolláros (Ausztrália), illetve az európai piacon változó ajánlott fogyasztói áron, csomagban kínálták. A csomagban maga a Switch-konzol, a dokkoló, két Joy-Con (bal és jobb), két Joy-Con-karpánt, a markolat, egy hálózati adapter és egy HDMI-kábel kapott helyet. Fils-Aimé szerint a cég 300 dolláron akarta tartani a csomag árát az Amerikai Egyesült Államokban, mivel attól tartottak, hogy további hardveres kiegészítők vagy játékok olyan magasra tolták volna annak az árát, amitől a vásárlók már eltántorodnának, ezzel csökkentve az eladásokat.
Az első Switch mellé csomagolt játék a Splatoon 2 volt, ez a csomag kezdetben kizárólag az Egyesült Királyságban és Japánban jelent meg, valamint Japánban a Splatoon 2 színsémájához igazodó neonzöld és neonrózsaszín Joy-Con-csomagot is árultak. 2017 augusztusában bejelentették, hogy a csomag 2017. szeptember 8-án fog megjelenni az Amerikai Egyesült Államokban, kizárólag a Walmart üzleteiben. 2017 augusztusában a Monster Hunter XX Switch-átiratával párhuzamosan egy Monster Hunter-csomag is megjelent Japánban, melyben a Switch-konzolra és dokkolóra Monster Hunter-motívumomat nyomtattak.
A 2017. szeptember 13-i Nintendo Direct során bejelentettek egy Super Mario Odyssey-csomagot, mely a játékkal párhuzamosan, 2017. október 27-én jelent meg. A 379,99 dolláros fogyasztói áron kínált csomagban egy Nintendo Switch, piros színű Joy-Conok (nem összetévesztendő a korábban megjelent neonpiros Joy-Connal), a Super Mario Odyssey letöltőkódja, illetve egy a játék alapján stilizált Switch-hordtáska kapott helyet.

## Jogi viták
2017 augusztusában a Gamevice pert indított a Nintendo ellen, mivel szerintük a Switch kialakítása ütközik a Wikipad 7 Android-alapú játékeszközük kialakítása körül bejegyzett szabadalmukkal. A Gamevice ha megnyeri a pert, akkor a kártérítési igénye mellett be akarja tiltani a Switch forgalmazását.